# Klaus Scharling Nielsen
 Der er flere personer med dette navn, se Klaus Nielsen.
Klaus Scharling Nielsen (18. maj 1932 i København – 30. december 1984) var en dansk skuespiller.
Gennem sin karriere optrådte han på mange teatre, heriblandt Aveny Teatret, Alléscenen, ABC Teatret og Skolescenen.
Fik en del roller i TV og radio.
Han var søn af skuespilleren Jakob Nielsen.

## Udvalgt bibliografi
Blandt de film han medvirkede i kan nævnes:
- Farlig ungdom – 1953
- Sukceskomponisten – 1954
- Altid ballade – 1955
- 6-dagesløbet – 1958
- Krudt og klunker – 1958
- Soldaterkammerater på efterårsmanøvre – 1961
- Jetpiloter – 1961
- Gøngehøvdingen – 1961
- Støv på hjernen – 1961
- Slottet – 1964
- Selvmordsskolen – 1964
- En ven i bolignøden – 1965